# St. Peter und Paul (Herdwangen)

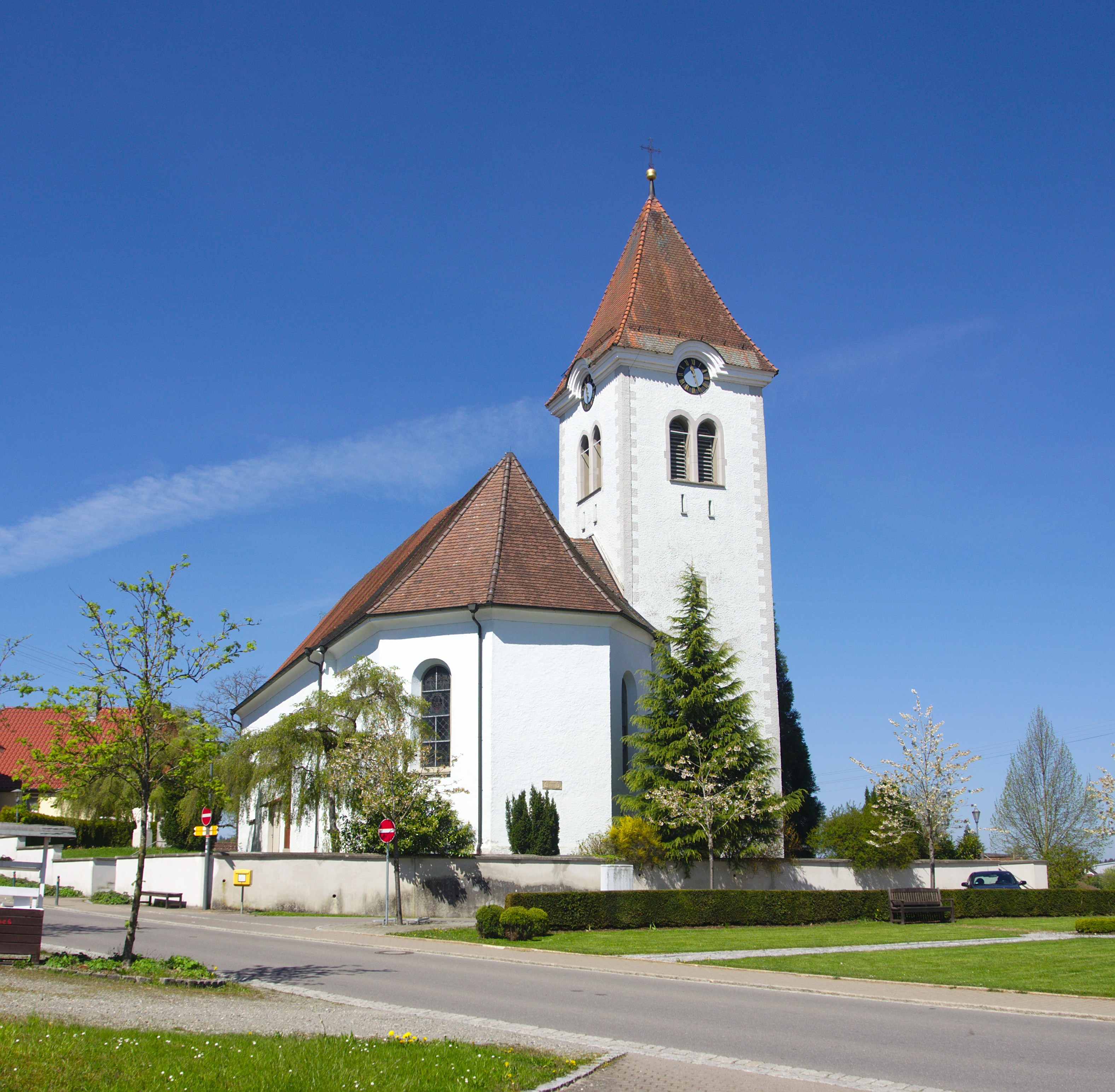
Pfarrkirche Herdwangen (2016)

Die römisch-katholische Pfarrkirche Sankt Peter und Paul befindet sich im Ortsteil Herdwangen in der Gemeinde Herdwangen-Schönach und gehört zur Seelsorgeeinheit (SE) Wald im Dekanat Sigmaringen-Meßkirch der Erzdiözese Freiburg.

## Lage

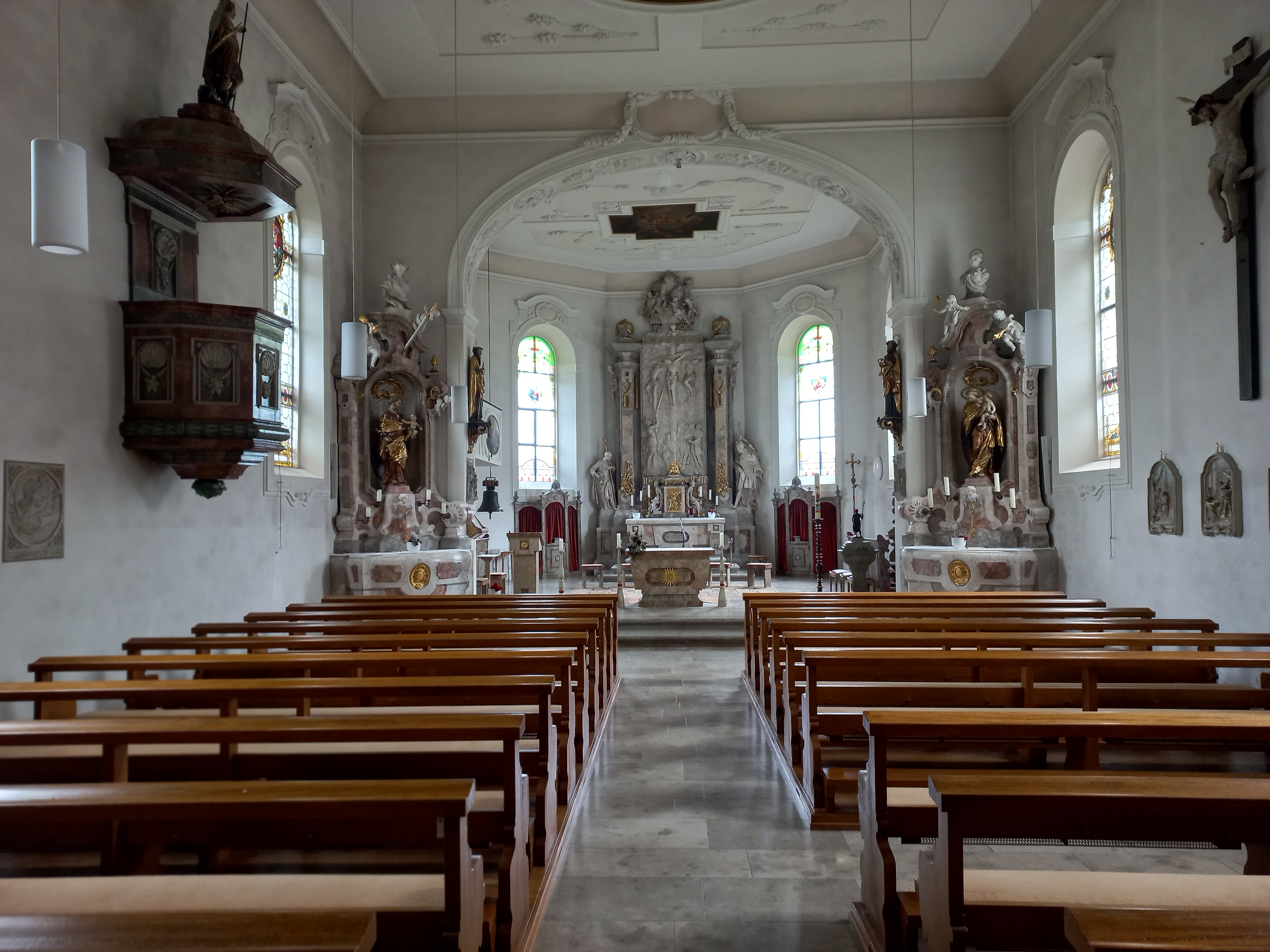
Blick zum Altar

Die Pfarrkirche (649 m. ü. M.) steht nur rund zehn Meter nordwestlich der Dorfstraße inmitten von Herdwangen. Das Rathaus der Gemeinde Herdwangen-Schönach (ehemaliges Rentamt des Klosters Petershausen, 1770 erbaut) befindet sich rund 20 Meter nordöstlich. Nach Kleinschönach bzw. Großschönach sind es rund vier Kilometer Luftlinie in östlicher Richtung. Die Burg Ramsberg mit der Kapelle St. Wendelin und der Einsiedelei liegt rund fünf Kilometer östlich.
Pfullendorf befindet sich rund acht Kilometer Luftlinie nordöstlich, der Bodensee bzw. Sipplingen knapp zehn Kilometer südwestlich, Frickingen rund neun Kilometer südöstlich.

## Geschichte
Für die Pfarrkirche St. Petrus und Paulus wird 1226 ein Leutpriester erwähnt. Daher muss spätestens zu diesem Zeitpunkt eine Kirche in Herdwangen bestanden haben. In den Büchern des Bistums Konstanz wurde diese Kirche 1275 erstmals angeführt. 1353 wurde dem Kloster Petershausen das Patronatsrecht zugewiesen. Erst mit der Säkularisation 1803 fiel dieses Recht dann dem Markgrafen von Baden zu. 1487 ist überliefert, dass ein linker Seitenaltar vorhanden war, welcher der Gottesmutter Maria sowie den Heiligen Sebastian, Veit und Wendelin gewidmet war.
Im Dreißigjährigen Krieg wurde die Kirche in Mitleidenschaft gezogen. Schon 1629 ist überliefert, dass die Kirche eine Ruine war, und bis zum Ende der Kampfhandlungen 1648 konnte keine Messe gefeiert werden. Erst nach Ende des Kriegs 1648 wurde die Kirche renoviert oder in wesentlichen Teilen neu erbaut. Davon zeugt ein Relief aus Sandstein mit Verzierungen, das nach dem Umbau 1809 wieder eingebaut wurde.
Ein weiterer wesentlicher Umbau erfolgte 1810, bei dem eine Seitenwand neu errichtet und die Kirche nach hinten um 3,6 Meter verlängert wurde.
In den 1970er Jahren wurde die Kirche innen und in den 1980er Jahren außen renoviert, die letzten Instandhaltungsmaßnahmen fanden in den 2000er Jahren statt.

## Bau und Ausstattung

### Gebäude und Innenraum
Der älteste noch erhaltene Kirchenteil ist ein Bogen in der westlichen Wand der Kirche, ein früherer gotischer Durchgang, etwa aus der Mitte des 13. Jahrhunderts. Dieser Durchgang führt zur Vermutung, dass der Chor ursprünglich Teil des Kirchturms war. Das Kirchenschiff stand daher vermutlich anders zum Turm und war nicht von diesem abgesetzt. Wann das heutige rechteckige Kirchenschiff neben den Turm gebaut wurde, ist nicht überliefert. Als gesichert gilt, dass die Kirche ursprünglich kleiner als heute war.
Der ursprüngliche gotische Hochaltar wurde im Jahr 1809 abgebaut. Er war mit den Namenspatronen Hl. Peter und Paul verziert. Die Holzfiguren sind noch vorhanden. Die heutige Hochaltar aus Alabaster und die aufgestellten spätbarocken Seitenaltäre stammen aus der abgerissenen Pfarrkirche St. Leonhard beim Oberen Tor der ehemaligen Reichsabtei Salem. Der linke Seitenaltar wurde von Johann Georg Dirr und der rechte Altar von Joseph Anton Feuchtmayer aus Mimmenhausen geschaffen.
Zwei Reliefs aus Sandstein aus der Zeit der Renaissance stammen aus dem Kloster Petershausen. Von Franz Joseph Spiegler stammt ein Tafelbild, welches vermutlich aus Benediktinerklosters St. Blasien im Schwarzwald hierher gebracht wurde. Das Bild zeigt den Hl. Benedikt in einem blauen Gewand, vor dem sich zwei Putten befinden, von denen eine ein aufgeschlagenes Buch hält, in dem das Zitat Ausculta haec laex erkennbar ist (siehe: Regula Benedicti).
Die Deckengemälde wurden zu Beginn des 20. Jahrhunderts aufgebracht. Die Malarbeiten stammen von Otto Haberer-Sinner und die Stuckarbeiten vom Bildhauer Strobel. Die Fenster wurden von einem Nittel aus Konstanz während dieser Zeit geschaffen.

### Glocken
Die Pfarrkirche Herdwangen verfügt über fünf Glocken im Turm und eine historische bedeutsame Glocke im Chor. Die größte Glocke hat einen Durchmesser von 1250 mm und wiegt 1,11 Tonnen und ist auf e'+7 gestimmt. Die nächstkleinere Glocke hat einen Durchmesser von 1110 mm und ein Gewicht von 740 Kilogramm und ist auf fis'+8 gestimmt. Die mittlere Glocke hat einen Durchmesser von 990 mm und ein Gewicht von 540 Kilogramm und ist auf gis'+4 gestimmt. Die zweitkleinste Glocke hat einen Durchmesser von 830 mm und ein Gewicht von 320 Kilogramm und ist auf h'+5 gestimmt. Die kleinste Glocke hat einen Durchmesser von 560 mm und ein Gewicht von 140 Kilogramm und ist auf e"+7 gestimmt. Alle diese Glocken wurden 1949 von der Glockengießerei Junker aus Brilon gegossen und sind aus Briloner Sonderbronze. 2013 wurde die Läuteanlage umfassend saniert. Im Chorraum befindet sich eine Bronze-Glocke aus dem Jahr 1710 mit einem Durchmesser von 560 mm und rund 110 Kilogramm Gewicht. Die Glocke ist auf e"-1 gestimmt und wurde von der Glockengießerei Rosenlächer hergestellt.

### Orgel

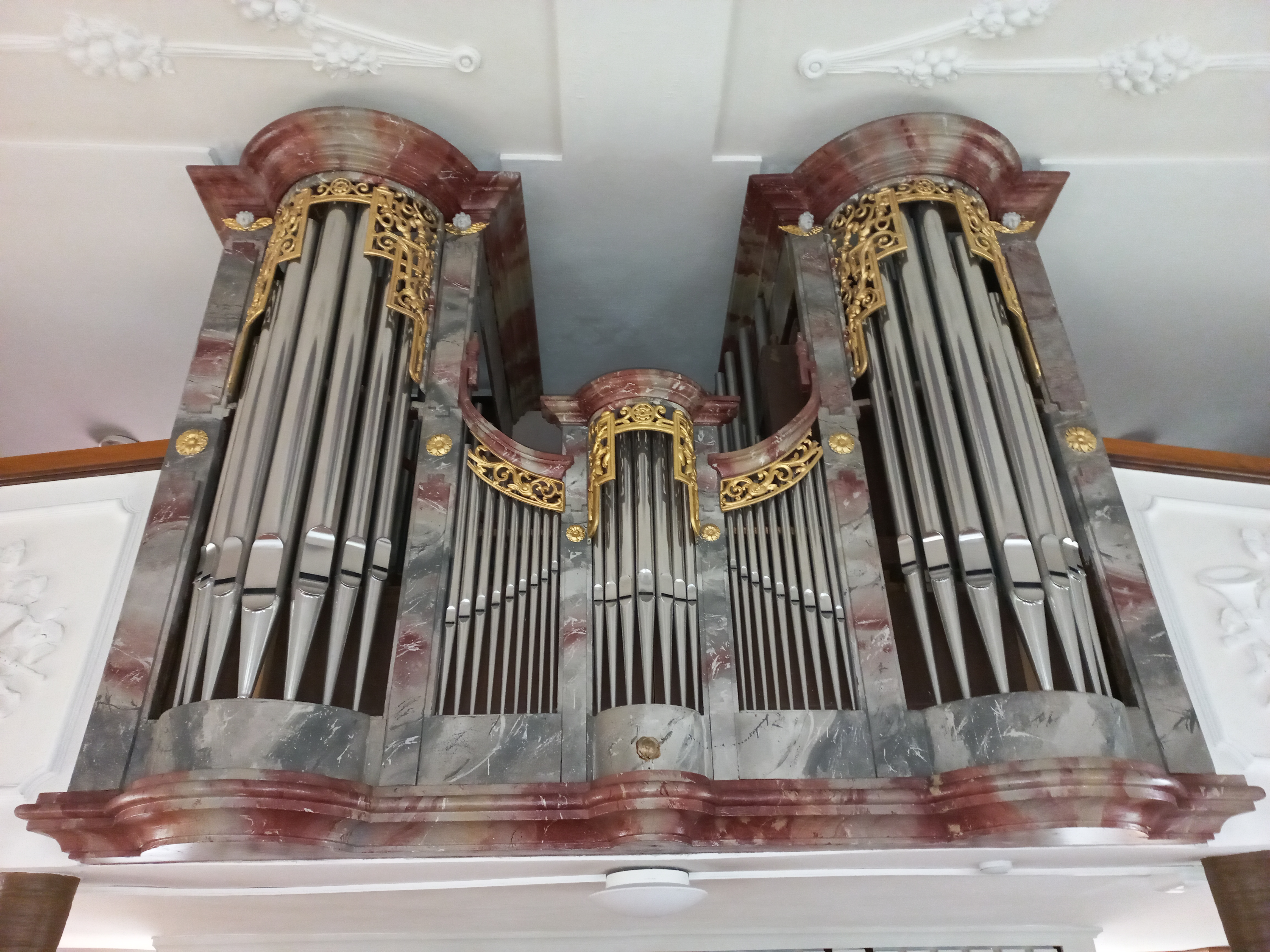

Die Orgel in der Pfarrkirche wurde 1893 von Xaver Mönch (1843–1907) hergestellt. Das Gehäuse wird einem Hieber zugeschrieben. 2006 wurde die Orgel von der Fa. Mönch Orgelbau restauriert.